# Dioscorea communis
Il tàmaro (Dioscorea communis (L.) Caddick & Wilkin, 2002) è una pianta erbacea perenne rampicante monocotiledone della famiglia delle Dioscoreacee. Il portamento della pianta e gli apparenti grappoli in cui si riuniscono le bacche ricordano la vite, mentre i giovani getti ricordano il turione degli asparagi. Per questi motivi i vari nomi in vernacolo, in genere, fanno riferimento alla vite o all'asparago.

## Descrizione

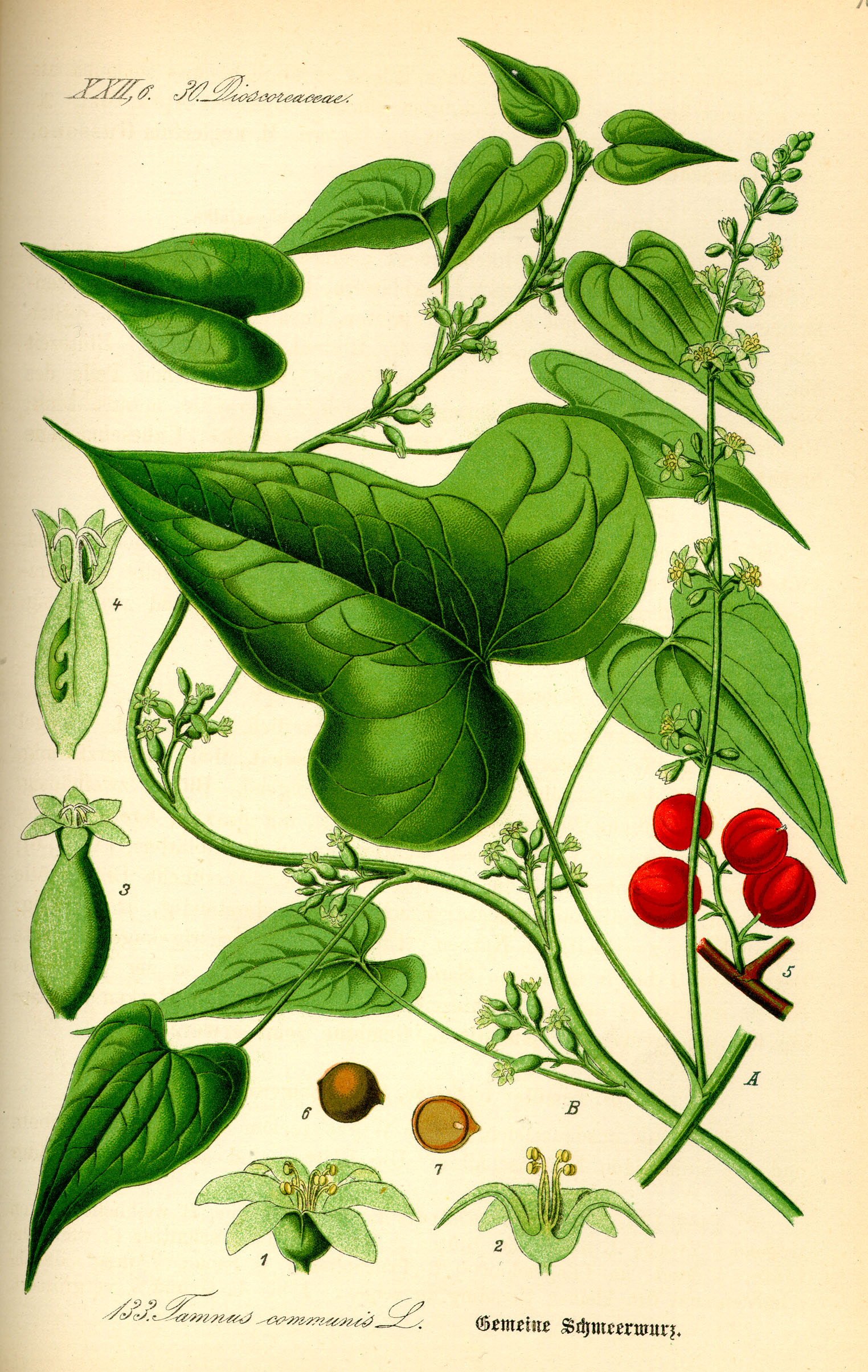
Tavola botanica

La pianta è provvista di una radice tuberosa da cui sono emessi, ogni primavera, fusti erbacei eretti e flessuosi, che si arrampicano utilizzando come sostegni i fusti degli alberi e arbusti vicini. I giovani fusti sono molto simili ai turioni degli asparagi, da cui si differenziano per l'apice incurvato verso il basso. Lo sviluppo della pianta può essere rilevante, raggiungendo in condizioni favorevoli anche i 4 metri di lunghezza.
Le foglie sono alterne e glabre, lucenti da giovani, lungamente picciolate, con picciolo di 4–10 cm. La lamina è cuoriforme ed espansa, lunga 5–10 cm e larga 4–8 cm. L'apice è acuminato e la base ha un seno peziolare conformato a U, più o meno profondo e aperto. Le nervature principali divergono dalla base e tendono a convergere in corrispondenza dell'apice.
I fiori sono unisessuali, con i due sessi portati su piante diverse in infiorescenze ascellari (pianta dioica). I fiori maschili sono riuniti in lunghi racemi (fino a 15 cm), hanno un perianzio regolare suddiviso in sei lobi profondi. I fiori femminili sono riuniti in brevi racemi (circa 1 cm) di 3-5 elementi e hanno un perianzio tubulare suddiviso in sei lobi poco profondi. Fiorisce da aprile a maggio.
Il frutto è una bacca globosa di colore rosso brillante, contenente 6 piccoli semi. In piena fruttificazione le bacche si presentano numerose, riunite in apparenti grappoli.

## Distribuzione e habitat
Il tamaro è una specie spontanea diffusa in tutta l'Europa, nel Nordafrica e nell'Asia occidentale. Pianta tipica del sottobosco, vegeta dal mare alla regione montana, in genere in boschi densi e macchie fitte, ma può ritrovarsi anche nelle radure e nelle siepi.

## Usi

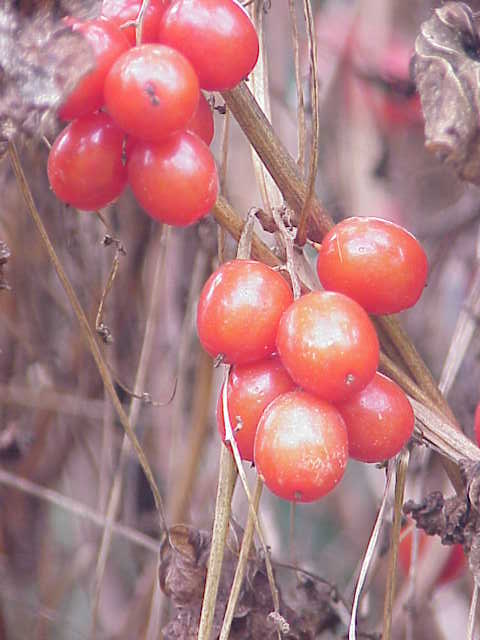
Bacche di tamaro

L'interesse più rilevante è offerto dalle proprietà officinali della radice.
Il tamaro è da considerarsi pianta velenosa per la presenza di alcuni principi attivi tossici, soprattutto nelle bacche e nella radice. Fra i principi attivi si segnalano l'ossalato di calcio e di potassio, le saponine, i tannini e una sostanza simile all'istamina.
La droga vera e propria è la radice, usata in passato nella farmacopea popolare per la cura dei geloni e dei reumatismi e come lassativo. Ha proprietà emetiche, rubefacenti, purgative. Per le proprietà rubefacenti e stimolanti può essere utile anche come rinforzante del cuoio capelluto. Le caratteristiche dei principi attivi sconsigliano fortemente l'uso non controllato anche per via esterna, in quanto può comportare effetti collaterali di una certa gravità (reazioni allergiche, vomito, diarrea).